# Vejen tilbage
|  | Denne artikel er oprettet af botten PalnaBot ud fra en ekstern database. Den kan derfor have sproglige fejl eller mangler. Denne skabelon kan fjernes efter kontrol af indholdet. |

Vejen tilbage er en film instrueret af Kasper Torsting.

## Handling
Om instruktøren Kasper Torstings egen eftersøgning, vejen tilbage til ophavet.